# Ylimmäinen Pirttijärvi
Ylimmäinen Pirttijärvi och Alimmainen Pirttijärvi är  sjöar i Finland. De ligger i kommunen Perho i landskapet Mellersta Österbotten, i den centrala delen av landet, 300 km norr om huvudstaden Helsingfors. Ylimmäinen Pirttijärvi ligger 177 meter över havet. Arean är 11,2 hektar och strandlinjen är 1,49 kilometer lång. Sjön  ingår i Perho å huvudavrinningsområde.   I omgivningarna runt Ylimmäinen Pirttijärvi växer i huvudsak blandskog.